# Lyme (Nowy Jork)
Lyme – miasto w Stanach Zjednoczonych, w stanie Nowy Jork, w hrabstwie Jefferson.